# Guaiá-açu
Menippe nodifrons ( nome comum : Goiá ou Guaiá) é uma espécie de caranguejo encontrada em águas tropicais quentes no oeste do Oceano Atlântico. Ocorre no Brasil desde o estado de SWanta Catarina ao Estado do Maranhão ocorrendo também nos Estados Unidos no centro-leste da Flórida e em plataformas de energia na costa da Louisiana. É considerado uma iguaria gastronômica, havendo um festival do Goiá na região da Baía de Angra dos Reis, Rio de Janeiro, Brasil. No atlântico oriental ocorre de Cabo Verde a Angola. Tem pouca procura para a pesca comercial pelo seu pequeno taamanho e dificuldade na pesca, uma vez que habita as frestas e reentrâncias dos costões rochosos. Na Flórida, somente a quela é aproveitada para a alimentação, sendo retirada do Goiá e o indivíduo é liberado para que a quela volte a crescer.